# Monte Corona
O Monte Corona é um vulcão extinto de 609m localizado no arquipélago das Ilhas Canárias em Lanzarote, perto da aldeia de Yé no município de Haría. Sua erupção aconteceu há cerca de 4000 anos, cobrindo uma grande área do nordeste da ilha, com lava, criando uma das ilha mais visitadas, a Cueva de los Verdes e o Jameos del Agua.

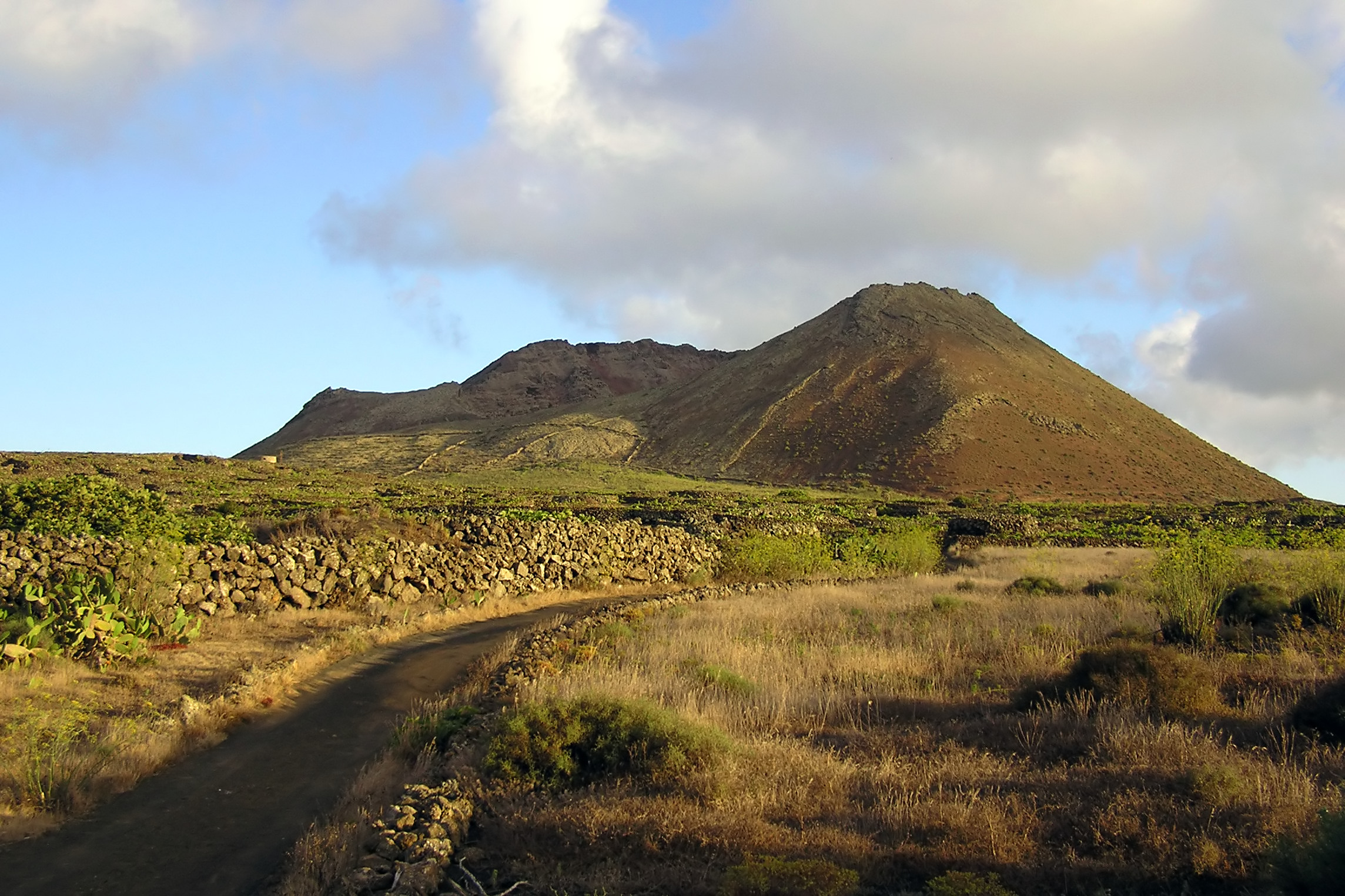
Mount Corona visto da aldeia de Yé, em Lanzarote